# Novo Tiradentes
Novo Tiradentes is een gemeente in de Braziliaanse deelstaat Rio Grande do Sul. De gemeente telt 2.387 inwoners (schatting 2009).